# Адітья I
Адітья I (*முதலாம் ஆதித்த சோழன, д/н —907) — раджакесарі держави Чола у 871–907 роках. За його правління Чола здобула незалежність від Паллавів.

## Життєпис
Походив з династії Чола. На той час ця держава була підпорядкована династії Паллавів. Воював разом із батьком у складі військ Нанді-вармана, паракесарі Паллавів, проти держави Пандья у 860-х роках. Після смерті останнього у 869 році Адітья скористався розбратом у середині держави Паллавів, щоб збільшити свою владу. У 885 році завдяки підтримці Адітьї претендент на трон Паллавів — Апараджіта — переміг свого суперника Нріпатунга та війська Пандьї. Після цього держава Чола отримала частину земель Пандьї.
В період миру багато уваги приділяв розбудові храмів на честь Шиви та Вішну. Загалом за його наказом було зведено 50 таких храмів.
З часом сили Чола зростали й у 890—897 роках Адітья I кинув виклик своєму сюзерену Апарджіті, якого зрештою переміг й вбив. Після цього усі землі Паллавів увійшли до складу держави Чола. Для посилення своїх позицій на півдні Адітья уклав династичний союз з державою Чера. Після цього у 903 році захопив царство Конгу на самому краєчку Індостану, успішно воював проти держави Гангів. Після його смерті у 907 році наслідував син Парантака I.